# Stoil Sotirov
Stoil Sotirov (Bulgaars: Стоил Сотиров) (Tsjirpan, 10 augustus 1937) is een Bulgaars voormalige acrogymnast, gymnast, coach en bestuurder .

## Levensloop
Sotirov begon zijn carrière als (acro)gymnast. In 1960 werd hij coach van het Bulgaars gymnastiekteam. 
In 1973 werd hij verkozen als voorzitter van de International Federation of Sports Acrobatics (IFSA). Onder zijn bestuur werd er toenadering gezocht tussen de IFSA en de Fédération Internationale de Gymnastique (FIG) en kwam het in april 1999 tot een fusie van beide sportfederaties.